# 江碧彤
江碧彤 ，JP（1979年2月—），中國出生，擁有豐富的本地及區域銀行管理經驗，她是一名特許金融分析師曾任第十三届全国政协委员及中國人民政治協商會經濟委員會成員現任花旗銀行（香港）有限公司總裁。

## 學歷
江碧彤擁有香港中文大學工商管理學士學位。

## 職業生涯

### 花旗銀行
2006年加入花旗銀行加入花旗銀行為管理培訓生開展其職業生涯，其後晉升及帶領不同部門包括零售銀行、財富管理和國際個人銀行業務。
2022年花旗集團宣布，委任江碧彤為香港花旗銀行總經理及花旗銀行(香港)有限公司之總裁，江碧彤專責管理及拓展花旗銀行於香港的整體零售銀行業務運作，包括負責制定銀行的財富業務策略。江碧彤向花旗環球財富亞洲區主管伍燕儀和花旗集團香港及澳門區行政總裁辛葆璉匯報。

### 渣打銀行
她曾於渣打銀行擔任大中華及北亞地區財富管理業務區域主管，以及財富管理策劃環球主管。

## 擔任公職
- 第十三屆全國政協委員[來源請求]
- 香港銀行公會代表成員